# افغان پست
افغان‌پست عرضه کنندهٔ خدمات پستی در افغانستان می‌باشد.
افغان‌پست عضو فعال اتحادیه پستی جهانی و کوپراتیف EMS بوده و خدمات اخذه و توزیع پستی داخلی و بین‌المللی را از طریق ۴۶۳ پُست‌خانه مربوط خود به‌طور مطمئن، مصون و سریع در کشور عرضه می‌نماید.

## پست‌خانه‌ها
پست‌خانه‌های مرکزی: در مراکز ولایات موقعیت دارد تمام ردیف خدمات پستی را مانند آخذه مراسلات و پارسلات به طور عادی، راجستری (ثبت شده)، EMS و خدمات توزیعی تمام ارسالات پستی وارده را انجام می‌دهد.
پست‌خانه‌‌های شهری: خدمات اخذه و توزیع مراسلات پستی را عرضه نموده و در بعضی نواحی صرف خدمات اخذه مکاتب رسمی، شخصی، پُست‌کارت (کارت پستال) و ایروگرام (نامه هوایی) را عرضه می‌دارد.
پست‌خانه‌‌های محلی (ولسوالی‌ها): خدمات اخذه و توزیع را انجام می‌دهد.
پست‌خانه‌‌های میدان هوائی (فرودگاهی): خدمات اخذه توزیع محل و تبادله پست هوائی را انجام می‌دهد.
پست‌خانه‌‌های سرحدی (مرزی): خدمات اخذه و توزیع محلی و تبادله پستی زمینی را با کشور مقابل را انجام می‌دهد.
تمام پست خانه‌ها تحت یک برنامه واحد انتقالات و تبادله کار می‌کنند. برای انتقالات در هفته حداقل دو الی سه مرتبه و برای توزیع از استاندارد (D + 0) در عین(همان) روز در مراکز شهرها و (D + 5) در ۵ روز به دورترین نقطعه ولایات کشور توزیع صورت می‌گیرد.